# Gilbert-Luc Devinaz
Gilbert-Luc Devinaz (19 de julho de 1953) é um político francês.
Ele é membro do Partido Socialista. Actualmente é membro do Senado desde 2018. Foi Conselheiro Geral do Rhône de 2011 a 2015. Ele foi eleito vereador municipal de Villeurbanne desde 2017. Foi várias vezes vice-prefeito de Villeurbanne. Ele também preside o grupo de amizade interparlamentar França-Arménia.

## Biografia
Gilbert-Luc Devinaz nasceu em Lyon, França, em 1953. Foi bolseiro de investigação no centro de estudos técnicos de Lyon e tornou-se pela primeira vez um vereador municipal da cidade de Villeurbanne em 1983.